# Oecobius linguiformis
Oecobius linguiformis är en spindelart som beskrevs av Jörg Wunderlich 1995. Oecobius linguiformis ingår i släktet Oecobius och familjen Oecobiidae.
Artens utbredningsområde är Kanarieöarna. Inga underarter finns listade i Catalogue of Life.